# Sığırcılı, Uzunköprü
Sığırcılı là một xã thuộc huyện Uzunköprü, tỉnh Edirne, Thổ Nhĩ Kỳ. Dân số thời điểm năm 2011 là 313 người.